# رود میاس
 رود میاس رودی است به Iset River می‌ریزد. این رود از کشور روسیه می‌گذرد.